# شریا دانوانتری
شریا دانوانتری (زاده ۲۹ اوت ۱۹۸۸) بازیگر و مدل هندی است که در فیلم‌ها و سریال‌های وب به زبان هندی و تلوگو کار می‌کند.
شریا دانوانتاری در ۲۹ اوت ۱۹۸۸ در حیدرآباد از پدری هندی زبان و مادری تلوگو زبان به دنیا آمد. او در دو ماهگی با پدر و مادرش به دبی نقل مکان کرد. او در خاورمیانه و دهلی بزرگ شد، دانوانتاری در رشته مهندسی الکترونیک و ارتباطات فارغ‌التحصیل شد.
او در فیلم خفه‌شو بازی کرده‌است.